# Чрни Врх (Идрија)
Чрни Врх (словен. Črni Vrh, итал. Montenero d’Idria) је насељено место у општини Идрија, Горишка регија, Словенија.

## Историја
До територијалне реорганизације у Словенији био је у саставу старе општине Идрија.

## Становништво
У попису становништва из 2011. године, Чрни Врх је имао 648 становника.
| Број становника према пописима | Број становника према пописима | Број становника према пописима |
| ------------------------------ | ------------------------------ | ------------------------------ |
| 1991                           | 2002                           | 2011                           |
| 487                            | 481                            | 648                            |

## Галерија
- капелица
- капелица
- распеће